# العلاقات البلجيكية الميانمارية
العلاقات البلجيكية الميانمارية هي العلاقات الثنائية التي تجمع بين بلجيكا وميانمار.

## مقارنة بين البلدين
هذه مقارنة عامة ومرجعية للدولتين:
| وجه المقارنة                                              | بلجيكا                                                                              | ميانمار          |
| --------------------------------------------------------- | ----------------------------------------------------------------------------------- | ---------------- |
| المساحة (كم2)                                             | 30.53 ألف                                                                           | 676.58 ألف       |
| عدد السكان (نسمة)                                         | 11.37 مليون                                                                         | 53.37 مليون      |
| الكثافة السكانية (ن./كم²)                                 | 372.42                                                                              | 78.88            |
| العاصمة                                                   | بروكسل                                                                              | نايبيداو، يانغون |
| اللغة الرسمية                                             | اللغة الهولندية، لغة فرنسية، اللغة الألمانية                                        | اللغة البورمية   |
| العملة                                                    | يورو، فرنك بلجيكي                                                                   | كيات ميانماري    |
| الناتج المحلي الإجمالي (بليون دولار)                      | 492.68 مليار                                                                        | 69.32 مليار      |
| الناتج المحلي الإجمالي (تعادل القوة الشرائية) بليون دولار | 514.74 مليار                                                                        | 282.95 مليار     |
| الناتج المحلي الإجمالي الاسمي للفرد دولار أمريكي          | 40.32 ألف                                                                           | 1.16 ألف         |
| الناتج المحلي الإجمالي للفرد دولار أمريكي                 | 43.44 ألف                                                                           |                  |
| مؤشر التنمية البشرية                                      | 0.890                                                                               | 0.536            |
| رمز المكالمات الدولي                                      | +32                                                                                 | +95              |
| رمز الإنترنت                                              | .be                                                                                 | .mm              |
| المنطقة الزمنية                                           | توقيت وسط أوروبا، ت ع م+01:00، ت ع م+02:00، توقيت وسط أوروبا الصيفي، أوروبا/بروكسل ‏ | ت ع م+06:30      |

## منظمات دولية مشتركة
يشترك البلدان في عضوية مجموعة من المنظمات الدولية، منها:
| علم المنظمة | اسم المنظمة                        | تاريخ انضمام بلجيكا | تاريخ انضمام ميانمار |
| ----------- | ---------------------------------- | ------------------- | -------------------- |
|             | الاتحاد البريدي العالمي            | ?                   | ?                    |
|             | مؤسسة التنمية الدولية              | 2 يوليو 1964        | 5 نوفمبر 1962        |
|             | منظمة حظر الأسلحة الكيميائية       | ?                   | ?                    |
|             | منظمة التجارة العالمية             | ?                   | ?                    |
|             | الأمم المتحدة                      | 27 ديسمبر 1945      | 19 أبريل 1948        |
|             | وكالة ضمان الاستثمار متعدد الأطراف | 18 سبتمبر 1992      | 16 ديسمبر 2013       |
|             | منظمة الشرطة الجنائية الدولية      | ?                   | ?                    |
|             | مؤسسة التمويل الدولية              | 27 ديسمبر 1956      | 3 ديسمبر 1956        |
|             | بنك التنمية الآسيوي                | 1966                | 1973                 |
|             | الاتحاد الدولي للاتصالات           | 1866                | 15 سبتمبر 1937       |
|             | البنك الدولي للإنشاء والتعمير      | 27 ديسمبر 1945      | 3 يناير 1952         |
|             | المنظمة الهيدروغرافية الدولية      | ?                   | ?                    |
|             | يونسكو                             | 29 نوفمبر 1946      | 27 يونيو 1949        |

## وصلات خارجية
- موقع وزارة الخارجية البلجيكية
- موقع وزارة الخارجية الميانمارية